# Edzard Tjarda van Starkenborgh Stachouwer (1859-1936)

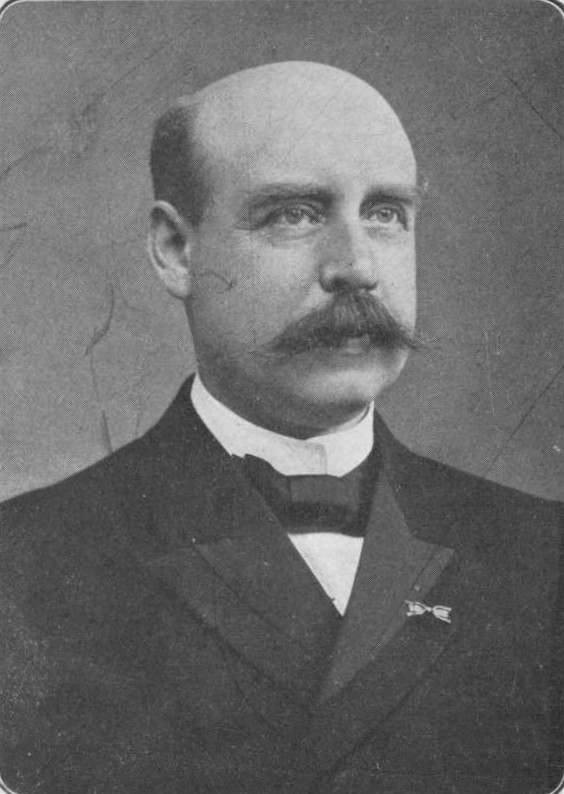
Edzard Tjarda van Starkenborgh Stachouwer, ca. 1913

Jhr. Edzard Tjarda van Starkenborgh Stachouwer (Maarsseveen, 21 februari 1859 – Den Haag, 18 januari 1936) was een Nederlands politicus.
Van Starkenborgh Stachouwer werd geboren in een familie van Groninger notabelen: het geslacht Tjarda van Starkenborgh.. Zijn grootvader heette ook Edzard Tjarda van Starkenborgh Stachouwer. Hij was de zoon van een notaris en vervulde dat ambt ook zelf. In 1900 werd hij gekozen tot burgemeester van Groningen. Als zodanig wist hij zich te profileren door daadkracht, zoals in april 1903 toen hij samen met CvK Carel Coenraad Geertsema het 'crisisteam' leidde rond de spoorwegstakingen van 1903. Zijn acties maakten hem geliefd onder de bevolking, die hem bij zijn herverkiezing een serenade en een nieuwe ambtsketen aanbood. In 1904 werd hij tevens gekozen in de Provinciale Staten van Groningen.
Tjarda van Starkenborgh Stachouwer werd in 1910 gekozen tot Eerste Kamerlid. Aan dat lidmaatschap kwam na zeven jaar een einde toen hij op verzoek Commissaris van de Koningin in de provincie Groningen werd. Hij moest toen ook zijn burgemeesterschap van Groningen opgeven. In 1925 werd hij in die functie opgevolgd door zijn zoon Alidius. Edzard was een neef van de liberale voorman Kappeyne van de Coppello.
In november 1938 is het naar hem vernoemde Van Starkenborghkanaal officieel in gebruik gesteld door koningin Wilhelmina.
- Biografisch Portaal: 68628040
- International Standard Name Identifier: 0000 0003 8953 2531
- Nederlandse Thesaurus van Auteursnamen: 072588306
- Parlement.com: vg09llas0tyn
- Virtual International Authority File: 282970260
- WorldCat: E39PBJbtqrWTJ6kGWtQRy9CYT3